# Prosciutto di Faeto
Il prosciutto di Faeto (presutt’ de Fait’ in dialetto faetano) è un salume tipico tradizionale prodotto nel tenimento di Faeto, un comune dei monti Dauni che si caratterizza (unitamente alla vicina Celle di San Vito) per la presenza dell'unica minoranza francoprovenzale in Puglia.

## Produzione
Il crudo di Faeto, fregiantesi del marchio PAT (prodotto agroalimentare tradizionale) rilasciato dal Ministero delle politiche agricole alimentari e forestali, è ottenuto dal quarto posteriore (peso: 9–12 kg) del suino a seguito di salatura a secco e successiva pressatura con pietra naturale. Dopo una prima fase di stagionatura (della durata di circa 4 mesi) il prosciutto viene “sugnato”, ossia farcito con strutto, farina e pepe; dopodiché ha inizio la seconda fase di stagionatura che si protrae per almeno un anno. Il prodotto finale, grazie alle condizioni climatiche fresche e ventilate dell'alta valle del Celone, presenta un'alta rifilatura e una particolare sapidità.
Le peculiari caratteristiche ambientali della ristretta zona di produzione, ricca di montagne (fra cui il Monte Cornacchia, la vetta più alta della Puglia), colture cerealicole e selve naturali di querce, cerri e faggi (fra cui il grande bosco di Faeto, alle spalle del centro abitato) consentono l'allevamento semibrado del maiale nero, una razza suina autoctona della Valmaggiore nota fin dal Settecento per la sua adattabilità ai climi continentali e per le sue carni dotate di filettature di grasso alquanto sottili.
Fin dal secondo dopoguerra si tiene due volte all'anno, ogni prima domenica di febbraio e di agosto, la Fète de lu Cajùnne, una rassegna del prosciutto di Faeto con vasta partecipazione di pubblico.